# Colégio Stella Matutina
O Colégio Stella Matutina é uma escola católica, localizada na cidade de Juiz de Fora (Minas Gerais), pertencente à Congregação Servas do Espírito Santo, fundada por Santo Arnaldo Janssen e faz parte da Rede de Educação das Escolas Católicas da Província Stella Matutina que engloba os estados brasileiros de Minas Gerais, São Paulo e Rio de Janeiro.
Fundado em 1902, com a chegada das Servas do Espírito Santo (SSpS), o colégio é tradicional na cidade de Juiz de Fora.